# Petőmihályfa
Petőmihályfa is een plaats (község) en gemeente in het Hongaarse comitaat Vas. Petőmihályfa telt 249 inwoners (2001).